# 덴겐
덴겐(일본어: 天元)은 일본의 연호 중 하나이다.
- 전후 : 조겐(貞元) 이후 - 에이간(永観) 이전
- 시기 : 978년 ~ 982년
- 천황 : 엔유 천황

## 개원
- 조겐 3년 11월 29일(율리우스력 978년 12월 31일)에 그 다음 해(679년)가 양오의 액운(陽五の厄 요고노야쿠[*])에 해당했기 때문에, 액을 피하기를 기원하고자 개원하여
- 덴겐 6년 4월 15일(율리우스력 983년 5월 29일) 에이간으로 개원되었다.

## 서력과의 대조표
| 덴겐        | 원년       | 2년        | 3년        | 4년        | 5년        | 6년        |
| ----------- | ---------- | ---------- | ---------- | ---------- | ---------- | ---------- |
| 서기 (西紀) | 978년      | 979년      | 980년      | 981년      | 982년      | 983년      |
| 간지 (干支) | 무인(戊寅) | 기묘(己卯) | 경진(庚辰) | 신사(辛巳) | 임오(壬午) | 계미(癸未) |

## 같이 보기
- 일본의 연호 일람

| 이전 조겐 | 일본의 연호 978년 ~ 982년 | 다음 에이간 |